# Will Bradley
Wilbur Schwichtenberg (12. juli 1912 – 15. juli 1989) var en amerikansk trombonist og orkesterleder, som optrådte under navnet Will Bradley. Han var kendt for at spille swing og indsmigrende dansemusik. I 1939 dannede han og trommeslageren Ray McKinley et big band, som blev kendt for sin boogie-woogie musik, ikke mindst for hittet Beat Me Daddy, Eight to the Bar. I 1942 forlod McKinley orkestret for at danne sit eget band, men meldte sig få måneder senere til United States Air Force, hvor han i øvrigt kom til at spille i Glenn Miller Air Force Band. 
Bradley prøvede at holde sammen på sit orkester, men på grund af krigen var han nødsaget til at opløse det.